# Коноплі в Грузії
Коноплі в Грузії дозволені законом для володіння та споживання відповідно до рішення Конституційного суду Грузії від 30 липня 2018 року. Це робить Грузію однією з перших країн у світі, яка легалізувала каннабіс як для рекреаційного, так і медичного використання.
Масштабне вирощування та продаж канабісу залишається незаконним, хоча в політичних колах Грузії ведуться активні дискусії щодо комерціалізації марихуани. На політичній арені одними з найрішучіших прихильників ліберальної політики щодо канабісу заявила партія «Гірчі» та її лідер Зураб Джапарідзе, а згодом цю точку зору певною мірою підхопили й інші політичні сили.

## Вирощування
До легалізації конопель, в Грузії їх незаконно вирощували у невеликих кількостях, в основному для місцевого вживання. З 2005 року Грузія також служила транзитним маршрутом для наркотиків, що прямували з Центральної Азії до Росії та Європи.

## Правозастосування
У Грузії діє сувора антинаркотична політика, згідно з якою правопорушники можуть бути ув'язнені терміном до 14 років. Правозахисна група White Noise Movement 2017 року заявляла, що кожного дня у грузинській поліції понад 100 людей проходять тестування на наркотики. Після посилення антинаркотичного законодавства 2006 року, за перший рік в Грузії зібрали 11,3 млн. доларів США у вигляді штрафів, пов'язаних з наркотиками.

## Реформа
Починаючи з 2013 року різні правозахисні групи та опозиційні політики неодноразово закликали до декриміналізації марихуани, проте держава залишалася проти цього. У жовтні 2015 року Конституційний суд Грузії ухвалив, що норма Конституції країни про ув'язнення за особисте вживання марихуани «надто сувора» і потребує пом'якшення. У грудні 2016 року суд заявив, що тюремне ув'язнення за вживання невеликої кількості марихуани, її придбання, зберігання та вирощування для особистого вживання було неконституційним.
30 липня 2018 року Конституційний суд Грузії узаконив вживання марихуани.

### Протести
У новорічну ніч 2016 року активісти партії «Гірчі» посадили паростки конопель у 84 горщиках у своїй штаб-квартирі, чим порушили антинаркотичну політику Грузії. Прибулі грузинські поліціянти вилучили рослини, але не пред'явили членам партії звинувачень у жодному кримінальному злочині.
У грудні 2016 року учасники руху White Noise Movement провели акцію протесту біля будівлі парламенту, на якій вимагали декриміналізації наркотиків, включно з коноплями.